# 民主聯盟
民主聯盟是中華民國的一個已不存在的政黨。它創立於1998年6月24日，最初登記為全國性政治團體，於同年8月，轉換屬性成為政黨。黨主席為時任第三屆立法委員的徐成焜，並獲得第三屆立法委員陳漢強、杜振榮以及當時已辭去第三屆立法委員的林志嘉加盟。
民主聯盟於1998年立法委員選舉推出的許多候選人原為中國國民黨籍，例如臺北縣林志嘉、苗栗縣徐成焜、台東縣徐慶元、台南市杜振榮等，曾是綠色本土清新黨籍國大代表的高孟定，也在該次選舉中代表民主聯盟參選，最終共當選4席第四屆立法委員（徐成焜、林志嘉、陳進丁、徐慶元）。
2018年6月12日，內政部公告，民主聯盟自2018年5月22日解散。